# Premio Carol Burnett
El Premio Carol Burnett en honor a la trayectoria televisiva se entrega anualmente desde 2019 por la asociación de críticos, Asociación de la Prensa Extranjera de Hollywood (HFPA) en la ceremonia de los premios Globo de Oro, en Hollywood, California.
Recibió su nombre en honor a Carol Burnett (1933), la primera persona que lo recibió y una de las comediantes más exitosas de la industria de la televisión.

## Ganadores
Los ganadores de este premio son:
- 2019: Carol Burnett
- 2020: Ellen DeGeneres
- 2021: Norman Lear
- 2023: Ryan Murphy

- Datos: Q60683175